# Alfredo Guttero
Alfredo Nicolás Guttero (Buenos Aires, 1882 - ibídem, 1932) fue un artista argentino, uno de los artistas claves de la historia del arte.
Desde pequeño se interesa por el arte: primero por la música, pero culmina triunfando en la pintura. Guttero es el artista de las texturas en sus pinturas en lápiz graso, óleo, témpera y yesos cocidos, técnica personal inventada por el pintor en 1927, constituyen un cuerpo de obras que lo ubica entre los principales protagonistas de la renovación cultural ocurrida entre fines del siglo XIX y las primeras décadas del siglo XX en lo que los historiadores llaman la modernidad. Introdujo en Buenos Aires el procedimiento del yeso cocido con el que realizó sus pinturas más bellas y representativas. 
Guttero pasó la mayor parte de su vida profesional estudiando y trabajando en Europa.
Se fue en 1904 becado por el gobierno argentino y vivió hasta 1916 en París. Estudió junto a Luden Simón y Maurice Denis. Vivió después en Segovia y en Madrid, tuvo breves residencias en Alemania, Austria e Italia, y continuó viajando por diferentes ciudades de Bélgica, Inglaterra, España, Francia y Suiza.
Después de más de dos décadas de ausencia, finalmente, en septiembre de 1927, regresó a Buenos Aires, donde desplegó una intensa actividad hasta el momento de su muerte en 1932. En la exposición de Baltimore, en 1930, obtuvo un primer premio. Inauguró en el hall de la Sociedad Wagneriana, en la calle Florida, un salón de exposiciones y organizó —con Raquel Forner, Alfredo Bigatti y Domínguez Neira— un atelier libre en el pasaje Barolo.
Durante esos cinco años en la Argentina, Guttero se dedicó a trabajar en su obra y a exponer en los salones nacionales y provinciales de bellas artes que se extendían por el país, así como a inaugurar muestras individuales y a participar de exposiciones colectivas. Pero, al mismo tiempo, se convirtió en un hombre de acción destinando gran parte de su tiempo y esfuerzo a diseñar y desplegar estrategias y planes de lucha con el objetivo de afirmar la presencia del arte moderno en la Argentina y para enfrentar los aspectos más reaccionarios y conservadores del ámbito artístico local.
Su gran interés por la música lo lleva a realizar proyectos de escenografía para el Teatro Colón.
Se dice que Guttero es el artista plástico argentino más motivado para plasmar el modernismo en sus obras, ya que pudo observar su evolución directamente de Europa.
Así sus figuras en actitudes estáticas, guardan sin embargo la intención de iniciar ciertos movimientos que las acercan precisamente a lo cinético. Ello identificaría a su obra con la participación en la técnica y el arte del cine de desarrollo notable desde fines del siglo XIX. Se trata justamente de figuras de bulto que sin embargo en sus actitudes físicas se presentan en cierta posición cuya acción pareciera iniciarse o acabar de finalizar, como ocurre con el personaje de “Feria”.
Realizó paisajes en zonas portuarias con predominio de edificios industriales de impersonal arquitectura y otros elementos innovadores de la tecnología. Están tratados con cierta frialdad en planos con predominio de líneas rectas formando superficies cuadrangulares, solo quebradas por la incorporación de algún árbol solitario. Destacamos entre ellos “El arroyo Vega” (1930).
También realizó desnudos destacamos el de “Susana y los viejos” (1920), un óleo de grandes dimensiones donde el cuerpo de la mujer aparece iluminado con una luz crepuscular donde la trenza negra del personaje cae por el centro del cuerpo, mientras otros personajes la observan codiciosos desde la media sombra del fondo del cuadro.
Para finalizar con Alfredo Guttero, podemos decir que fue un artista que no solo se interesó por la pintura sino que también se interesó por la música, y no aplicó una sola técnica para sus pinturas, sino que utilizó distintas técnicas para plasmar el modernismo en sus obras.
- Datos: Q5667743
- Multimedia: Alfredo Guttero / Q5667743